# 勝連城
26°19′50″N 127°52′44″E / 26.33056°N 127.87889°E
勝連城（琉球語：／ ）是琉球王國時期的一個城堡，位於今沖繩縣宇流麻市勝連半島南部的丘陵上。
勝連城分為南城、內城、北城三個區域，約建於14世紀初期，另有一說建於12至14世紀之間，由英祖王朝・大成王五男 勝連按司所築。後來第9代勝連按司茂知附按司被部將阿麻和利所殺，阿麻和利成為第10勝連按司，即勝連城城主。阿麻和利積極發展海外貿易，尤其是與奄美大島、中國、日本的貿易，並從中國引進先進技術。勝連城成為東洋貿易的轉口港，並成為當時琉球最繁榮的城市之一。近年來城內出土了大量元代的瓷器，反應了當時勝連城重要貿易中轉港的地位。另外，琉歌大集《おもろさうし》中的一些琉歌也可以從側面反應出當時的繁榮。
1458年，阿麻和利興兵造反，被尚泰久王派人攻滅。他死後，勝連城被廢棄。
勝連城於1972年（昭和47年）5月15日被日本指定為國家史跡。2000年11月與首里城等以琉球王國的城堡以及相關遺產群的名義共同列入世界遺產名錄。在登錄的所有御城遺蹟中，勝連城的歷史最為悠久。
2010年琉球群岛地震中，部分城墙受损坍塌。

## 外部連結
- （日語） 勝連城（Bali & Okinawa チャンプルー） （页面存档备份，存于）
- （日語）  （页面存档备份，存于）
- （日語）  （页面存档备份，存于）